# Recherches sociologiques et anthropologiques
Recherches sociologiques et anthropologiques (ou RS&A) est une revue scientifique internationale de langue française qui publie des articles dans les domaines de la sociologie et de l'anthropologie.

## Présentation
Fondée en 1970 par des enseignants de l'université catholique de Louvain sous le nom de Recherches sociologiques, la revue a pris son nom actuel en 2006. Elle est dirigée depuis cette année par Bernard Fusulier.
La revue est affiliée à l'Institut d'analyse du changement dans l'histoire et les sociétés contemporaines (IACCHOS) de l'UCL. Elle publie deux numéros par an, à la fois en version papier et en version électronique. Elle est présente sur la plateforme OpenEdition.
Recherches sociologiques et anthropologiques est inscrite dans la liste des revues considérées comme référentes dans le domaine « sociologie-démographie » par l'AÉRES.